# Donald Cherry
Pour les articles homonymes, voir Don Cherry et Cherry.
Donald Stewart Cherry, dit Don Cherry (né le 5 février 1934 à Kingston, dans la province de l'Ontario au Canada) est un joueur professionnel et entraîneur-chef retraité de hockey sur glace devenu commentateur de ce sport au Canada et aux États-Unis. Il est le frère de l'ancien joueur de hockey Dick Cherry. 

## Biographie
Originaire de Kingston dans la province de l’Ontario, Cherry a fait sa carrière dans la Ligue américaine de hockey et a participé à un match de la Ligue nationale de hockey avec les Bruins de Boston au cours des séries éliminatoires de 1955. Il est reconnu pour son franc-parler, ses habits excentriques et son discours fortement patriotique. Il est aussi considéré comme un emblème canadien par les anglophones du pays. Il a dirigé l'équipe des Bruins de Boston. Il fait présentement partie de l'émission Hockey Night in Canada[réf. nécessaire], qui diffuse des matchs de hockey, le samedi soir, sur les ondes de CBC.  Il commente divers événements et aspects du hockey dans le Coach's Corner avec Ron MacLean à partir de 1987. 
Il est congédié le 11 novembre 2019 par le réseau Sportsnet pour des propos controversés envers les nouveaux immigrants.

## Controverses
En 2009, le groupe de punk rock-hardcore Propagandhi critique les positions de Cherry sur la guerre dans sa chanson Dear Coach’s Corner dans son album Supporting Caste.

## Statistiques
| Saison     | Équipe                        | Ligue      |     | Saison régulière | Saison régulière | Saison régulière | Saison régulière | Saison régulière |   | Séries éliminatoires | Séries éliminatoires | Séries éliminatoires | Séries éliminatoires | Séries éliminatoires |
| Saison     | Équipe                        | Ligue      | PJ  | B                | A                | Pts              | Pun              | PJ               | B | A                    | Pts                  | Pun                  |                      |                      |
| 1951-1952  | Spitfires de Windsor          | AHO        | 18  | 0                | 3                | 3                | 0                |                  |   |                      |                      |                      |                      |                      |
| 1951-1952  | Flyers de Barrie              | AHO        | 18  | 2                | 3                | 5                | 0                |                  |   |                      |                      |                      |                      |                      |
| 1952-1953  | Flyers de Barrie              | AHO        | 56  | 3                | 3                | 6                | 0                |                  |   |                      |                      |                      |                      |                      |
| 1953-1954  | Flyers de Barrie              | AHO        |     |                  |                  |                  |                  |                  |   |                      |                      |                      |                      |                      |
| 1954-1955  | Bears de Hershey              | LAH        | 63  | 7                | 13               | 20               | 125              |                  |   |                      |                      |                      |                      |                      |
| 1954-1955  | Bruins de Boston              | LNH        |     |                  |                  |                  |                  | 1                | 0 | 0                    | 0                    | 0                    |                      |                      |
| 1955-1956  | Bears de Hershey              | LAH        | 58  | 3                | 22               | 25               | 102              |                  |   |                      |                      |                      |                      |                      |
| 1956-1957  | Bears de Hershey              | LAH        | 64  | 5                | 20               | 25               | 197              | 7                | 2 | 0                    | 2                    | 27                   |                      |                      |
| 1957-1958  | Indians de Springfield        | LAH        | 65  | 9                | 17               | 26               | 83               | 13               | 1 | 1                    | 2                    | 10                   |                      |                      |
| 1958-1959  | Indians de Springfield        | LAH        | 70  | 6                | 22               | 28               | 118              |                  |   |                      |                      |                      |                      |                      |
| 1959-1960  | Lions de Trois-Rivières       | EPHL       | 23  | 3                | 4                | 7                | 12               | 7                | 0 | 1                    | 1                    | 2                    |                      |                      |
| 1959-1960  | Indians de Springfield        | LAH        | 46  | 2                | 11               | 13               | 45               | 1                | 0 | 0                    | 0                    | 0                    |                      |                      |
| 1960-1961  | Beavers de Kitchener-Waterloo | EPHL       | 70  | 13               | 26               | 39               | 78               | 7                | 0 | 3                    | 3                    | 23                   |                      |                      |
| 1961-1962  | Wolves de Sudbury             | EPHL       | 55  | 9                | 20               | 29               | 62               | 5                | 3 | 2                    | 5                    | 10                   |                      |                      |
| 1961-1962  | Indians de Springfield        | LAH        | 11  | 1                | 3                | 4                | 10               |                  |   |                      |                      |                      |                      |                      |
| 1962-1963  | Comets de Spokane             | WHL        | 68  | 9                | 13               | 22               | 68               |                  |   |                      |                      |                      |                      |                      |
| 1963-1964  | Americans de Rochester        | LAH        | 70  | 5                | 11               | 16               | 106              | 2                | 0 | 0                    | 0                    | 4                    |                      |                      |
| 1964-1965  | Americans de Rochester        | LAH        | 62  | 4                | 8                | 12               | 56               | 10               | 0 | 1                    | 1                    | 34                   |                      |                      |
| 1965-1966  | Oilers de Tulsa               | CPHL       | 17  | 1                | 2                | 3                | 28               |                  |   |                      |                      |                      |                      |                      |
| 1965-1966  | Americans de Rochester        | LAH        | 56  | 5                | 11               | 16               | 61               |                  |   |                      |                      |                      |                      |                      |
| 1966-1967  | Americans de Rochester        | LAH        | 72  | 6                | 24               | 30               | 61               | 13               | 1 | 2                    | 3                    | 16                   |                      |                      |
| 1967-1968  | Americans de Rochester        | LAH        | 68  | 6                | 15               | 21               | 74               | 11               | 1 | 1                    | 2                    | 2                    |                      |                      |
| 1968-1969  | Canucks de Vancouver          | WHL        | 33  | 0                | 6                | 6                | 29               | 8                | 2 | 2                    | 4                    | 6                    |                      |                      |
| 1968-1969  | Americans de Rochester        | LAH        | 43  | 7                | 11               | 18               | 20               |                  |   |                      |                      |                      |                      |                      |
| 1971-1972  | Americans de Rochester        | LAH        | 19  | 1                | 4                | 5                | 8                |                  |   |                      |                      |                      |                      |                      |
| Totaux LAH | Totaux LAH                    | Totaux LAH | 767 | 67               | 192              | 259              | 1066             | 57               | 5 | 5                    | 10                   | 93                   |                      |                      |